# Biron (Pyrénées-Atlantiques)
Biron ist eine französische Gemeinde mit 607 Einwohnern (Stand 1. Januar 2022) im Département Pyrénées-Atlantiques in der Region Nouvelle-Aquitaine (vor 2016: Aquitanien). Die Gemeinde gehört zum Arrondissement Pau und zum Kanton Le Cœur de Béarn (bis 2015: Kanton Lagor).
Die Bewohner werden Bironnais oder Bironnaises genannt.

## Geographie
Biron liegt ca. 45 km nordwestlich von Pau unweit von Orthez am linken Ufer des Gave de Pau im Béarn.
Umgeben wird der Ort von den Nachbargemeinden:
| Orthez       | Castétis                                    |            |
| Laà-Mondrans | Kompassrose, die auf Nachbargemeinden zeigt | Sarpourenx |
|              | Castetner                                   |            |

Biron liegt im Einzugsgebiet des Flusses Adour am linken Ufer des Gave de Pau. Der Arriou de Barran fließt ebenfalls durch das Gebiet der Gemeinde.

## Geschichte
Der Name der Gemeinde bedeutet „Kleiner Landsitz“ und könnte auf die gallo-römische Villa hinweisen, deren Reste auf eine Besiedelung in der Epoche hinweisen. Amphoren, Mosaikstücke, Geldmünzen und Mauersteine sind dort geborgen worden.
Das Dorf wurde seit dem 10. Jahrhundert erwähnt. Um 1050 bestand es aus den beiden Lehen Brassalay und Monpoey. Im 10. und 11. Jahrhundert unterstand die Pfarrgemeinde der Abtei Saint-Jean de Sorde. Biron war in der Folge ein Streitpunkt zwischen den Vizegrafen von Béarn und Dax, die beide das Gebiet rund um Orthez unter ihre Kontrolle haben wollten. Nach erbarmungslosen Kämpfen kam das Gebiet schließlich zum Béarn. 1194 wurde die Gemeinde als Biro im Kopialbuch des Zisterzienserklosters von Sauvelade erwähnt, 1235 als Biroo im Zusammenhang mit der Villa in Schriften des Béarn. Bei der Volkszählung im Jahr 1385 unter Gaston III., genannt Fébus, wurden in Viroo 21 Haushalte gezählt und vermerkt, dass das Dorf in der Bailliage von Larbeig liegt, ein damaliges Erzpriestertums des Bistums Lescar. Weitere Toponyme waren in der Folge Biiron (1457, Notare von Castetner, Hauptort von Larbeig) und Viron (1546, Reformation im Béarn). Auf der Karte von Cassini 1750 ist die Gemeinde bereits in der heutigen Form eingezeichnet.

### Einwohnerentwicklung
Nach vorläufigen Höchstständen von 400 Einwohnern in der Mitte des 19. Jahrhunderts ist die Zahl bis nach dem Zweiten Weltkrieg um rund 30 % zurückgegangen. Seitdem hat sie sich allerdings durch die Nähe zu Orthez mehr als verdoppelt.
| Jahr      | 1962 | 1968 | 1975 | 1982 | 1990 | 1999 | 2006 | 2009 | 2022 |
| --------- | ---- | ---- | ---- | ---- | ---- | ---- | ---- | ---- | ---- |
| Einwohner | 391  | 405  | 437  | 486  | 529  | 505  | 552  | 589  | 607  |

## Sehenswürdigkeiten

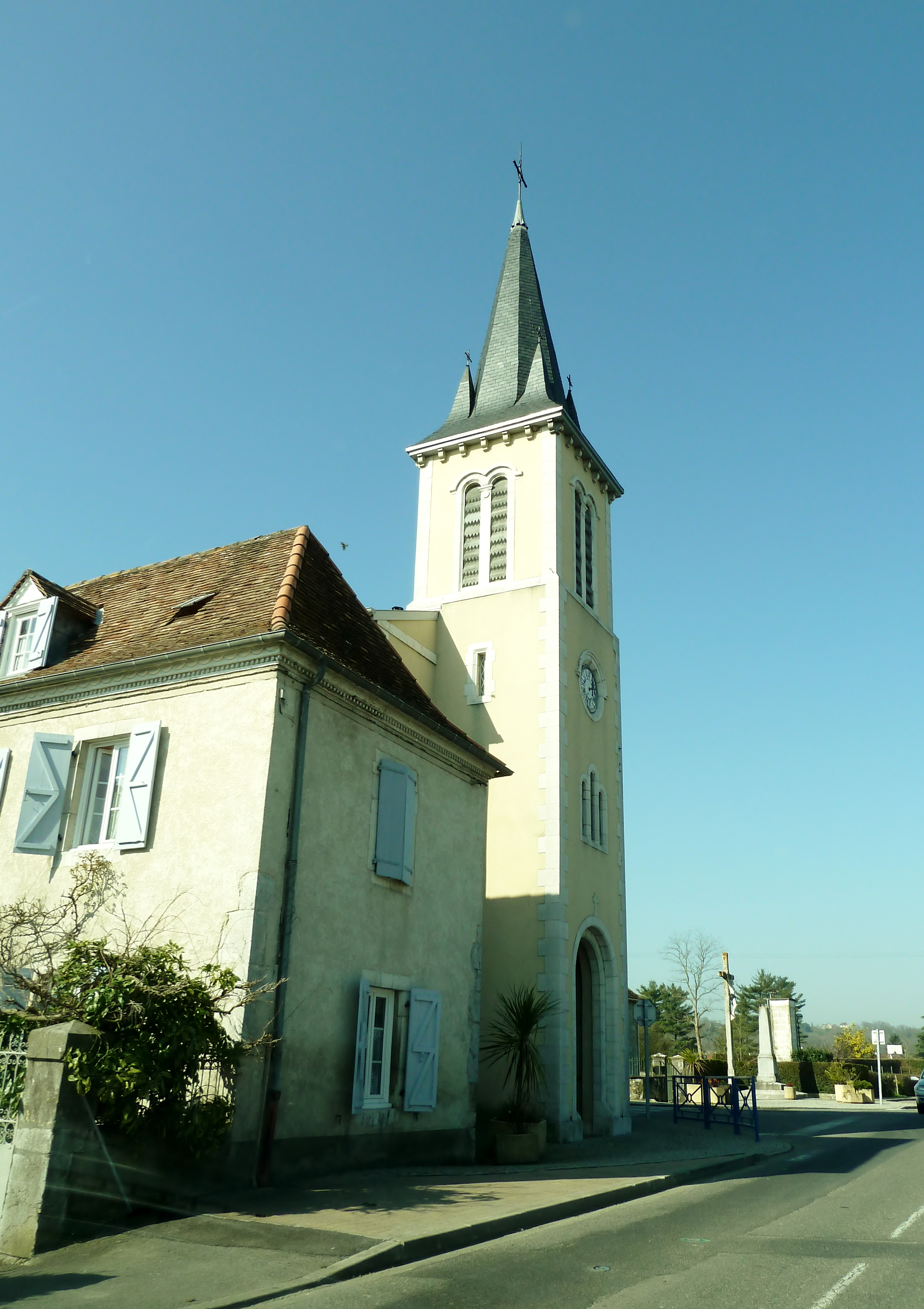
Kirche Saint-Jean-Baptiste

- Kirche, gewidmet Johannes dem Täufer. Wahrscheinlich in der zweiten Hälfte des 19. Jahrhunderts wurde die Kirche im neugotischen Stil an der Stelle eines früheren Baus errichtet. Der Chor im Inneren des einschiffigen Langhauses ist mit Eichenholz getäfelt. Charakteristisch für den Stil des 19. Jahrhunderts ist die Verzierung des Altars mit einem vergoldeten Muster und mehrfarbigen Statuen. In einem Rundfenster an der hinteren Wand wird der Schutzpatron, Johannes der Täufer, dargestellt. Die Stationen auf einem Kreuzweg sind aus koloriertem Terrakotta in Holzrahmen gearbeitet. Das Taufbecken und das Weihwasserbecken aus grauem Marmor wurden aus der alten Kirche übernommen.[8]

- Schloss de Brassalay. Die Ursprünge liegen in einem Festen Haus aus dem Ende des 14. oder Beginn des 15. Jahrhunderts auf einer Anhöhe über dem Tal des Gave. Das Datum 1611 über dem Eingangsportal bezeugt die Erweiterungen durch David de Brassalay. Charakteristisch für die Bauweise des 16. Jahrhunderts sind die Koppelfenster. Der Wohntrakt wird im Norden von einem Staffelgiebel abgeschlossen. Neun Stufen an jeder Seite münden in einen großen Kamin als Giebelspitze. Der Giebel betont die für den Béarn typische Bauweise des Daches mit Koppelfenstern in den Dachgauben. Mit den dreieckigen Frontgiebel oberhalb der Dachfenster harmonieren sie mit den Fenstern der unteren Steckwerke. Ein fünfeckiger Turm verschönert die Schlossanlage. Pilaster mit Kapitellen aus weißem Kalkstein sowie ein Gesims mit einem dreieckigen Frontgiebel rahmen seine Eingangstür. Im Schlosspark fällt der Blick auf einen liegenden Grabstein, der das Grab von Jacques de Brassalay bedeckt, der 1697 gestorben ist. Er ist frei von Verzierungen und die Tatsache, dass er nicht auf einem katholischen Friedhof beigesetzt wurde, weisen darauf hin, dass die adelige Familie der reformierten Kirche angehörte. Im 18. Jahrhundert blieb das Schloss unbewohnt und wurde ein landwirtschaftlicher Betrieb. Heute ist ein Institut der Heilpädagogik in dem Schloss untergebracht.[9][10][11]

## Wirtschaft und Infrastruktur

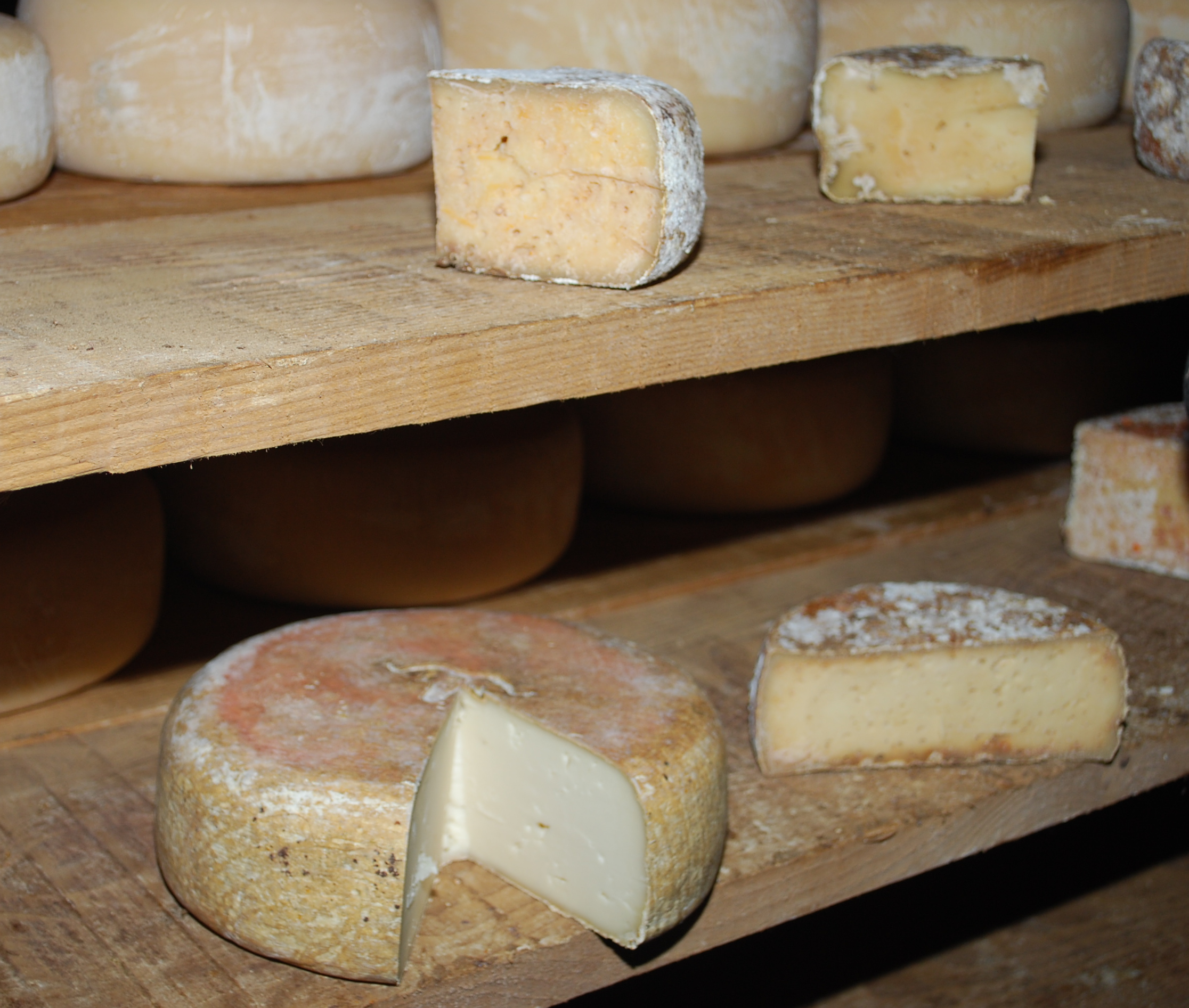
Ossau-Iraty

Die Wirtschaft wird traditionell von der Landwirtschaft, aber auch im zunehmenden Maße von Handel und Dienstleistungen bestimmt. Biron liegt in der Zone AOC des Ossau-Iraty, ein traditionell hergestellter Schnittkäse aus Schafmilch.

### Bildung
Biron verfügt über eine öffentliche Vor- und Grundschule mit 83 Schülerinnen und Schülern im Schuljahr 2016/2017.

### Verkehr
Biron ist angeschlossen an die Routes départementales 9, 71 und 2009. Die Autoroute A64, genannt La Pyrénéenne, führt durch das Ortsgebiet. Die Ausfahrt 8 ist als Trompete in rechtsgeführter Form gebaut und ist über einen Kreisverkehr an die D 9 angeschlossen.